# Frank Glatzel

Frank Glatzel

Frank Glatzel (* 26. Februar 1892 in Altenkirchen; † 18. Mai 1958 in Braunschweig) war ein deutscher Politiker (DVP). Er gestaltete die nationalsozialistische Raumforschung mit.

## Leben und Wirken
Glatzel war ein Sohn des nationalliberalen preußischen Landtagsabgeordneten Albert Glatzel. Nach dem Besuch des Gymnasiums in Tilsit und Berlin studierte er Rechtswissenschaften an der Friedrich-Wilhelms-Universität zu Berlin. Von 1910 an war er im Wandervogel aktiv.
Von 1914 bis 1915 nahm Glatzel am Ersten Weltkrieg teil, schied aber nach einer Verwundung bei Langemarck aus dem Dienst aus und setzte sein Studium fort. Nach dem Referendar-Examen im Jahr 1918 arbeitete er für den Deutschnationaler Handlungsgehilfen-Verband (DHV), zunächst als Geschäftsführer der dem Verband nahestehenden Fichte-Gesellschaft von 1914 und als Dozent an der Fichte-Volkshochschule Hamburg, 1920 direkt beim DHV als Referent in der Abteilung Volksbürgerliche Bildung. 1923 wechselte er nach Berlin und machte für den DHV Lobbyarbeit bei Reichstagsabgeordneten. Glatzel wirkte auch als Leiter der Presseabteilung des DHV.
Schon während der Krieges begann er sich prominent im völkischen Flügel der Jugendbewegung zu betätigen: Von 1917 an leitete er den Greifenbund, den Vorläufer des Jungdeutschen Bundes. Dessen Gründung im August 1919 stieß Glatzel an und übernahm danach den Posten des Bundesobmanns (sein Stellvertreter seit 1920: der Eugeniker Hans Harmsen). Zudem wurde Glatzel Schriftleiter und gemeinsam mit Hans Harmsen Mitherausgeber der Bundeszeitschrift Jungdeutsche Stimmen, von 1921 Mitherausgeber der Zeitschrift Der neue Bund. Zudem wurde Glatzel 1919 in der Bundesleitung des Wandervogels aktiv und begleitete dessen Hinwendung zur Bündischen Jugend.
Politisch gehörte Glatzel einige Jahre lang der Deutschnationalen Volkspartei (DNVP) an, bevor er 1927 zur Deutschen Volkspartei (DVP) wechselte, in der er dem Flügel der Jungliberalen angehörte. Glatzel war in den 1920er Jahren ein Direktor der Fichte-Hochschule in Leipzig, einem völkischen Zweig der Volkshochschulbewegung mit Einrichtungen an vielen Orten in Deutschland.
In der DVP nahm Glatzel als Führer der Reichsgemeinschaft junger Volksparteiler, dem Forum der jungen Parteimitglieder zwischen 25 und 40, eine herausragende Rolle ein. Politisch bedeutsam waren vor allem seine Versuche in den Jahren 1928/1929, die politische Basis der DVP durch die Erweiterung der Partei von einer Interessenpartei einer beschränkten Klientel – und mit dementsprechend begrenzter Wählerschaft – zu einer großen Mittelpartei zu erweitern: Die Reichsgemeinschaft sollte dabei als Kristallisationspunkt für die ins Auge gefassten Expansion dienen. Namentlich sollte sie diffuse progressive und soziale Kräfte um sich scharen, die der Partei bisher ferngeblieben waren. Als erstes Nahziel schwebte Glatzel vor, die damals allgemein erwartete Gründung einer eigenen Partei durch den Jungdeutschen Orden zu verhindern und seine Mitglieder der DVP zuzuführen. Außerdem sollte die Reichsgemeinschaft als Bindeglied zum jungen Flügel der DNVP um Gottfried Treviranus dienen und damit einer späteren Zusammenfassung von DNVP und DVP den Weg bereiten. Diese Versuche scheiterten bereits 1929/Anfang 1930. Eine Folge von Glatzels Versuchen, auf die DNVP einzuwirken, war die Abspaltung der Treviranus-Gruppe, die sich als Volkskonservative von der DNVP trennten.
In den letzten Jahren der Weimarer Republik saß Glatzel von September 1930 bis Juli 1932 auf Reichswahlvorschlag seiner Partei im Reichstag.
Frank Glatzel war für die Reichsarbeitsgemeinschaft für Raumforschung (RAG) bis 1936 als Schriftleiter der Zeitschriften Siedlung und Wirtschaft und Deutsche Siedlung tätig. Als Hauptschriftleiter (Chefredakteur) war er von 1936 bis 1944 für die Zeitschrift Raumforschung und Raumordnung verantwortlich. Nach Kriegsbeginn startete die RAG ihr „Kriegswichtiges Forschungsprogramm Deutscher Osten“, ein multidisziplinäres Raumforschungsprojekt, das unter anderem wissenschaftlich abgesicherte Daten und die Legitimation für die restlose Eindeutschung der vom Reich annektierten polnischen Gebiete liefern sollte. Glatzel war in dieses Vorhaben nicht nur organisatorisch stark eingebunden, zahlreiche Artikel aus seiner Feder erschienen dazu in der Raumforschung und Raumordnung und in Konrad Meyers Zeitschrift Neues Bauerntum.
Am 1. Mai 1937 trat Glatzel in die NSDAP ein.
Das Kriegsforschungsprogramm der RAG, das bereits kurz nach Kriegsbeginn im September 1939 vorgelegt wurde, definierte sechs „Problemgruppen“:
1. „Herstellung eines Planungsatlasses für den deutschen Ostraum im Rahmen des Reichsatlaswerkes“
2. „Untersuchungen über die Möglichkeiten der Stärkung und Befestigung des deutschen Volkstums und der Bildung neuen deutschen Volksbodens im deutschen Ostraum“
3. „Wie können die bisher politisch und wirtschaftlich getrennten Industriegebiete im Gesamtraum Oberschlesien raumpolitisch zu einem einheitlichen Wirtschafts- und Lebensorganismus gestaltet werden unter Berücksichtigung der Tatsache, daß dieser Raum das zentrale Industriegebiet für den mittleren und südlichen europäischen Ostraum darstellt?“
4. „Welche Bedeutung hat der Ausbau der Weichsel als Großschiffahrtsstraße und der Ostseehäfen für die Entwicklung und künftige Ordnung des Ostraumes?“
5. „Welche Struktur und welche Gestaltung sollen die zentralen Orte und ihre Einzugsgebiete künftig erhalten?“
6. „Staatsrechtliche und stadtrechtliche Untersuchungen“[3]

Ab 1940 engagierte sich Glatzel im Auftrag von Paul Ritterbusch für den Kriegseinsatz der Geisteswissenschaften. Ritterbusch hatte einen Lehrstuhl an der Berliner Universität inne, war Ministerialrat im Reichserziehungsministerium und war in Personalunion Obmann der RAG (von August 1939 bis August 1944) sowie Organisator des „Kriegseinsatzes“. Beide Projekte scheinen eng miteinander verknüpft gewesen zu sein, die Mitarbeiter waren zum Teil identisch und saßen im gleichen Büro.
Nach dem Ende des „Dritten Reiches“ ließ sich Glatzel 1946 in Braunschweig nieder. Dort arbeitete er als Redakteur der Braunschweiger Zeitung. Für die Christlich Demokratische Union Deutschlands zog er in den Stadtrat ein, übernahm dort den Fraktionsvorsitz, schließlich ein Amt als Ratsherr und 1956 die Funktion des Zweiten Bürgermeisters.

## Schriften (Auswahl)
- Soziale und bevölkerungspolitische Wirkungen der Kleinsiedlung. In: Archiv für Bevölkerungswissenschaft und Bevölkerungspolitik 5. Jg. (1935), Heft 2, S. 95–101.
- Das Siedlungswerk sichert deine Familie. Hrsg. vom Reichsheimstättenamt der Deutschen Arbeitsfront. Berlin: Siedlung und Wirtschaft, (ca. 1936).
- Die Verteilung des deutschen Bodens, Berlin o. J. [1936]
- Raumordnung als Neuland der Verwaltung. In: Der Vierjahresplan 2. Jg. (1938), S. 543–544.
- Stadtplanung von Heilbronn. In: Raumforschung und Raumordnung 2. Jg. (1938), Heft 4/5, S. 184–185.
- Die Durchführung des Kriegsforschungsprogramm. In: Raumforschung und Raumordnung 3. Jg (1939), S. 577–579.
- Die Festigung des deutschen Volkstums in den Ostgebieten. In: Raumforschung und Raumordnung, Hg. Konrad Meyer, 1940, S. 128–130.
- Besiedlung der Ostgebiete durch bäuerliche Kolonisation aus dem Altreich. In: Raumforschung und Raumordnung 4. Jg (1940), Heft 3/4, S. 183–184.
- Der praktische Ansatzpunkt der raumpolitischen Wissenschaft im Führerstaat. In: Raumforschung und Raumordnung 4. Jg. (1940), Heft 11/12, S. 481–484.
- Die Wissenschaft – ein Teil der Kriegsführung. In: Raumforschung und Raumordnung 4. Jg. (1940), Heft 10, S. 412–413.
- Raumforschung als Voraussetzungen für die Lenkung von Wirtschaft und Siedlung. In: Monatshefte für NS-Sozialpolitik 8. Jg. (1941), Heft 5/6, S. 52–55.
- Die Wissenschaft im Dienste von Ost- und Südosteuropa. Arbeitstagung der Arbeitsgemeinschaft der wissenschaftlichen Ost- und Südostinstitute. In: Raumforschung und Raumordnung 6. Jg. (1942), S. 126–128.
- Landesplanung in der Schweiz. In: Raumforschung und Raumordnung 7. Jg. (1943), Heft 1/2, S. 61–62.
- Raumforschung als angewandte Sozialwissenschaft im Bereich der Politik. In: Zeitschrift für Raumforschung. Amtliches Organ des Instituts für Raumforschung, Bonn (1950), Heft 1/2, S. 6–11.
- (mit Erich Walter Lotz) Niedersächsische Landschaftsgliederung. Herausgegeben vom Statistischen Amt der Stadt Braunschweig. Braunschweig 1950.
- Das Zonengrenzgebiet in der deutschen Wirtschaftsentwicklung. Die Lage Braunschweigs im Vergleich zu anderen Städten Westdeutschlands. In: Raumforschung und Raumordnung 11. Jg. (1953), Heft 1, S. 30–37.
- Braunschweig, Grossstadt am Zonenrand. Untersuchung ihres Wirtschaftsraumes und ihrer Sozialstruktur im regionalen Vergleich. Unter Mitarbeit von Edeltraut Hundertmark. Braunschweig: Amt für Statistik und Wahlen 1956 (Kommunalpolitische Schriften der Stadt Braunschweig. 18).